# Steve Morse Band
Steve Morse Band è stato un gruppo musicale heavy metal statunitense attivo tra il 1984 e il 2009.
Il gruppo venne fondato dal chitarrista Steve Morse e mantenne sostanzialmente invariata la formazione originale, offrendo sempre album apprezzati dalla critica, divenendo così una delle band caposaldo della storia del rock strumentale.

## Storia

### Primi anni
Parallelamente all'attività con i Dixie Dregs, Morse ebbe l'esigenza di realizzare materiale solista. Reclutò pertanto il bassista Jerry Peek e il batterista Rod Morgenstein al fine di registrare e pubblicare il materiale da lui composto. Nel 1984 venne dato pertanto alle stampe l'album di debutto The Introduction, dopodiché Morse decise di avvalersi di nuovi musicisti, Dave LaRue al basso e Van Romaine alla batteria, realizzando il secondo album Stand Up.
Sul finire degli anni 1980 Morse abbandonò i Dixie Dregs per concentrarsi maggiormente sull'attività sia con il gruppo che come solista (nel 1989 uscì infatti High Tension Wires, il primo a recare unicamente il suo nome). Nel 1991 il trio pubblicò il terzo album Coast to Coast, caratterizzato da un approccio più chitarristico rispetto ai brani eseguiti con i Dixie Dregs, ma comunque stilisticamente simili.

### Declino e scioglimento
Dopo un buono riscontro ottenuto dai primi tre album, il gruppo non ottenne più il successo sperato finendo nell'anonimato. Morse, divenuto nel frattempo chitarrista dei Deep Purple, decise nel 2009 di porre fine al progetto, per tentare di orientarsi verso un tipo di musica più commerciale; attese quindi il momento giusto per poter formare una nuova band in grado di poterlo riportare al successo di pubblico.

## Formazione
Ultima
- Steve Morse – chitarra (1984-2009)
- Dave LaRue – basso (1985-2009)
- Van Romaine – batteria (1985-2009)

Ex componenti
- Jerry Peek – basso (1984)
- Rod Morgenstein – batteria (1984)

## Discografia
- 1984 – The Introduction
- 1985 – Stand Up
- 1991 – Southern Steel
- 1992 – Coast to Coast
- 1995 – Structural Damage
- 1996 – StressFest
- 2002 – Split Decision
- 2009 – Out Standing in Their Field